# RRAGA
RRAGA (англ. Ras related GTP binding A) – білок, який кодується однойменним геном, розташованим у людей на короткому плечі 9-ї хромосоми. Довжина поліпептидного ланцюга білка становить 313 амінокислот, а молекулярна маса — 36 566.
| 10         |  | 20         |  | 30         |  | 40         |  | 50         |
| ---------- |  | ---------- |  | ---------- |  | ---------- |  | ---------- |
| MPNTAMKKKV |  | LLMGKSGSGK |  | TSMRSIIFAN |  | YIARDTRRLG |  | ATIDVEHSHV |
| RFLGNLVLNL |  | WDCGGQDTFM |  | ENYFTSQRDN |  | IFRNVEVLIY |  | VFDVESRELE |
| KDMHYYQSCL |  | EAILQNSPDA |  | KIFCLVHKMD |  | LVQEDQRDLI |  | FKEREEDLRR |
| LSRPLECACF |  | RTSIWDETLY |  | KAWSSIVYQL |  | IPNVQQLEMN |  | LRNFAQIIEA |
| DEVLLFERAT |  | FLVISHYQCK |  | EQRDVHRFEK |  | ISNIIKQFKL |  | SCSKLAASFQ |
| SMEVRNSNFA |  | AFIDIFTSNT |  | YVMVVMSDPS |  | IPSAATLINI |  | RNARKHFEKL |
| ERVDGPKHSL |  | LMR        |  |            |  |            |  |            |

A: Аланін

C: Цистеїн

D: Аспарагінова кислота

E: Глутамінова кислота

F: Фенілаланін

G: Гліцин

H: Гістидин

I: Ізолейцин

K: Лізин

L: Лейцин

M: Метіонін

N: Аспарагін

P: Пролін

Q: Глутамін

R: Аргінін

S: Серин

T: Треонін

V: Валін

W: Триптофан

Кодований геном білок за функцією належить до фосфопротеїнів. 
Задіяний у таких біологічних процесах, як апоптоз, взаємодія хазяїн-вірус. 
Білок має сайт для зв'язування з нуклеотидами, ГТФ. 
Локалізований у цитоплазмі, ядрі, лізосомі.